# The Ghost Note Symphonies, Vol. 1
The Ghost Note Symphonies, Vol. 1 (englisch etwa "Die Zwischenschlag-Symphonien") ist ein Kompilationsalbum der US-amerikanischen Punk-Band Rise Against. Es erschien am 27. Juli 2018. Das Album besteht aus älteren Titeln von Rise Against, die mit veränderter Instrumentation neu aufgenommen wurden.
Am 18. Mai veröffentlichte die Band eine akustische Version ihrer im Jahr 2017 erschienenen Single "House on Fire".

## Titelliste
| #   | Titel             | Originalalbum          | Länge |
| --- | ----------------- | ---------------------- | ----- |
| 1.  | The Violence      | Wolves                 | 4:21  |
| 2.  | Audience of One   | Appeal to Reason       | 4:09  |
| 3.  | Faint Resemblance | The Unraveling         | 2:23  |
| 4.  | House on Fire     | Wolves                 | 3:24  |
| 5.  | Like the Angel    | Revolutions per Minute | 3:16  |
| 6.  | Miracle           | Wolves                 | 4:03  |
| 7.  | Savior            | Appeal to Reason       | 4:55  |
| 8.  | Wait for Me       | Endgame                | 3:52  |
| 9.  | Far from Perfect  | Wolves                 | 3:54  |
| 10. | Voices Off Camera | Revolutions per Minute | 3:02  |